# Мансон (Альберта)
Мансон (англ. Munson) — село в Канаді, у провінції Альберта, у складі муніципального району Стерленд.

## Населення
За даними перепису 2016 року, село нараховувало 192 особи, показавши скорочення на 5,9%, порівняно з 2011-м роком. Середня густина населення становила 75,9 осіб/км².
З офіційних мов обидвома одночасно володіли 5 жителів, тільки англійською — 185..
Працездатне населення становило 115 осіб (79,3% усього населення), рівень безробіття — 17,4% (0% серед чоловіків та 23,1% серед жінок). 82,6% осіб були найманими працівниками, а 17,4% — самозайнятими.
Середній дохід на особу становив $12 013 (медіана $12 002), при цьому для чоловіків — $12 013, а для жінок $12 013 (медіани — $12 002 та $12 002 відповідно).
17,2% мешканців мали закінчену шкільну освіту, не мали закінченої шкільної освіти — 31%, 55,2% мали післяшкільну освіту, з яких 37,5% мали диплом бакалавра, або вищий.
| Статево-вікова структура населення | Статево-вікова структура населення | Статево-вікова структура населення | Статево-вікова структура населення | Статево-вікова структура населення |
| ---------------------------------- | ---------------------------------- | ---------------------------------- | ---------------------------------- | ---------------------------------- |
|                                    |                                    |                                    |                                    |                                    |
| Всього                             | Всього                             | 53,8%46,2%                         |                                    |                                    |
| 0 — 14 років                       | 0 — 14 років                       |                                    | 22,5%                              | 22,5%                              |
| 15 — 64 років                      | 15 — 64 років                      |                                    | 70%                                | 70%                                |
| 65 і більше                        | 65 і більше                        |                                    | 7,5%                               | 7,5%                               |
| Середній вік (років)               | Середній вік (років)               | 34,838,0                           | 36,2                               | 36,2                               |
| Медіана (років)                    | Медіана (років)                    | 31,242,0                           | 34,5                               | 34,5                               |
| — чоловіки — жінки                 |                                    |                                    |                                    |                                    |

| Походження мешканців:     | Походження мешканців:     | Походження мешканців: | Походження мешканців: | Походження мешканців: |
| ------------------------- | ------------------------- | --------------------- | --------------------- | --------------------- |
| Походження                |                           |                       | осіб                  | %                     |
| Корінні американці        | Корінні американці        |                       | 15                    | 9.09%                 |
| Інше північноамериканське | Інше північноамериканське |                       | 20                    | 12.12%                |
| Європейське               | Європейське               |                       | 165                   | 100%                  |
| британське                | британське                |                       | 120                   | 72.73%                |
| українське                | українське                |                       | 20                    | 12.12%                |
| Латинськоамериканське     | Латинськоамериканське     |                       | 10                    | 6.06%                 |

| Зайнятість населення за галузями (за класифікацією NOC): | Зайнятість населення за галузями (за класифікацією NOC): | Зайнятість населення за галузями (за класифікацією NOC): | Зайнятість населення за галузями (за класифікацією NOC): | Зайнятість населення за галузями (за класифікацією NOC): |
| -------------------------------------------------------- | -------------------------------------------------------- | -------------------------------------------------------- | -------------------------------------------------------- | -------------------------------------------------------- |
|                                                          |                                                          |                                                          |                                                          |                                                          |
| Управління                                               | Управління                                               |                                                          | 8,7%                                                     | 8,7%                                                     |
| Бізнес, фінанси та адміністрування                       | Бізнес, фінанси та адміністрування                       |                                                          | 8,7%                                                     | 8,7%                                                     |
| Природничі та прикладні науки                            | Природничі та прикладні науки                            |                                                          | 8,7%                                                     | 8,7%                                                     |
| Охорона здоров'я                                         | Охорона здоров'я                                         |                                                          | 8,7%                                                     | 8,7%                                                     |
| Освіта, правозахист, муніципальні та урядові служби      | Освіта, правозахист, муніципальні та урядові служби      |                                                          | 17,4%                                                    | 17,4%                                                    |
| Роздрібна торгівля та послуги                            | Роздрібна торгівля та послуги                            |                                                          | 26,1%                                                    | 26,1%                                                    |
| Гуртова торгівля, транспорт та обладнання                | Гуртова торгівля, транспорт та обладнання                |                                                          | 13%                                                      | 13%                                                      |
| Природні ресурси, сільське господарство                  | Природні ресурси, сільське господарство                  |                                                          | 13%                                                      | 13%                                                      |

## Клімат
Середня річна температура становить 3,2°C, середня максимальна – 22,7°C, а середня мінімальна – -20,5°C. Середня річна кількість опадів – 387 мм.
| Клімат поселення                              | Клімат поселення | Клімат поселення | Клімат поселення | Клімат поселення | Клімат поселення | Клімат поселення | Клімат поселення | Клімат поселення | Клімат поселення | Клімат поселення | Клімат поселення | Клімат поселення | Клімат поселення |
| Показник                                      | Січ.             | Лют.             | Бер.             | Квіт.            | Трав.            | Черв.            | Лип.             | Серп.            | Вер.             | Жовт.            | Лист.            | Груд.            |                  |
| Середній максимум, °C                         | −6,26            | −2,1             | 3,62             | 11,86            | 18,05            | 22,18            | 22,74            | 22,20            | 17,01            | 10,80            | 1,40             | −5,98            |                  |
| Середня температура, °C                       | −13,4            | −9,22            | −3,5             | 4,72             | 10,93            | 15,07            | 16,98            | 16,46            | 11,27            | 5,05             | −4,36            | −11,71           |                  |
| Середній мінімум, °C                          | −20,51           | −16,33           | −10,62           | −2,4             | 3,79             | 7,94             | 11,24            | 10,71            | 5,51             | −0,7             | −10,1            | −17,47           |                  |
| Норма опадів, мм                              | 13               | 11               | 18               | 26               | 49               | 71               | 62               | 52               | 43               | 16               | 14               | 12               |                  |
| Середньомісячна швидкість вітру, м/с          | 3.90             | 3.70             | 4.01             | 4.20             | 4.20             | 3.90             | 3.50             | 3.30             | 3.70             | 4.00             | 4.10             | 4.00             |                  |
| Середньомісячна сонячна радіація, кДж/м²·день | 4036             | 7476             | 12675            | 17324            | 20734            | 22163            | 23098            | 19533            | 13529            | 8159             | 4198             | 3061             |                  |
| --------------------------------------------- | ---------------- | ---------------- | ---------------- | ---------------- | ---------------- | ---------------- | ---------------- | ---------------- | ---------------- | ---------------- | ---------------- | ---------------- | ---------------- |
| Джерело:                                      |                  |                  |                  |                  |                  |                  |                  |                  |                  |                  |                  |                  |                  |